# Corey-Nicolaou-Makrolactonisierung
Die Corey-Nicolaou-Makrolactonisierung (auch bekannt als Corey-Nicolaou-Doppelaktivierung) ist eine Namensreaktion der Organischen Chemie, die von Elias James Corey und Kyriacos Costa Nicolaou 1974 veröffentlicht wurde. Diese Synthese dient der Herstellung makrocyclischer Lactone (Makrolide).

## Übersichtsreaktion
Mit Hilfe der Corey-Nicolaou-Makrolactonisierung lässt sich aus einer ω-Hydroxycarbonsäure und unter Verwendung von 2,2'-Dipyridyldisulfid und Triphenylphosphan (PPh3) ein Makrolid herstellen.

## Allgemein
Die Corey-Nicolaou-Makrolactonisierung ermöglicht es, mittelgroße bis sehr große Lactone zu synthetisieren. Mit Hilfe dieser Reaktion gelang bisher die Herstellung von 7- bis hin zu 48-gliedrigen Ringen. Als Lösungsmittel werden Xylole, Toluol oder Benzol genutzt. Die Reaktion findet zum Großteil bei Raumtemperatur bzw. bei 25 °C und über einen längeren Zeitraum statt. Wegen der milden Reaktionsbedingungen eignet sich diese Reaktion auch für polyfunktionelle Stoffe.

## Reaktionsmechanismus
Der Reaktionsmechanismus der Corey-Nicolaou-Makrolactonisierung könnte wie folgt aussehen.
Im ersten Schritt greift das freie Elektronenpaar des Triphenylphosphan (PPh3) ein Schwefelatom des 2,2'-Dipyridyldisulfid 1 nucleophil an. Die Bindung zwischen den Schwefelatomen des 2,2'-Dipyridyldisulfid bricht. Es entstehen das Anion 2 und das Kation 3.
Im nächsten Schritt wird die Carboxygruppe der ω-Hydroxycarbonsäure 4 durch das freie Elektronenpaar am Stickstoff von Anion 2 deprotoniert. Dadurch bildet sich 2-Pyridinthion. Die Carboxylatgruppe  greift die Phosphoniumgruppe des Kation 3 an. Es entstehen das Kation 5 und das Anion 6.
Das Anion 6 greift nucleophil die Acylgruppe des Kations 5 an. Es bildet sich das tetraedische Zwischenprodukt 7. Unter Rückbildung der Acylgruppe zum Thioester 8 wird Triphenylphosphanoxid abgespalten. Das freie Elektronenpaar des Stickstoffs deprotoniert die ω-Hydroxygruppe. Es entsteht das Zwitterion 9.
Durch einen intramolekularen nucleophilen Angriff der Acylgruppe durch das Alkoholatanion und gleichzeitiger Deprotonierung des Pyridiniumrests entsteht das Intermediat 10. Unter Rückbildung der Acylgruppe und Abspaltung von 2-Pyridinthion entsteht das Makrolid 11.

## Anwendung
Die Corey-Nicolaou-Makrolactonisierung gehört zu den effizientesten Reaktionen ihrer Art. Die Ausbeute variiert durch die zu erzielende Ringgröße. Bis auf einige Ausnahmen lassen sich bis zu einer Ringgröße von 16 Gliedern 60–80 % des Produkts isolieren. Ausnahmen lassen sich hierbei auf ungünstige Ringspannungen zurückführen. Sie eignet sich vor allem für die Synthese von Naturstoffen und findet so in vielen Totalsynthesen Anwendung.